# Upton Lovell
Upton Lovell é uma vila e paróquia civil em Wiltshire, Inglaterra. Localiza-se na A36, no vale do rio Wylye, a cerca de 5 milhas (8,05 km) a sudeste de Warminster. A paróquia encontra-se na margem esquerda (nordeste) do rio e estende-se por mais de duas milhas a nordeste, adentrando a Planície de Salisbury.

## História
Upton Great Barrow, situado em um terreno elevado conhecido como Knook Horse Hill, é um tumulus da Idade do Bronze, com uma elevação central de 34 metros de diâmetro e 2,5 metros de altura. Quando Colt Hoare o escavou, por volta de 1812, ele encontrou uma cremação contendo um colar de âmbar, xisto e contas de cerâmica; o colar encontra-se atualmente no Museu de Wiltshire, em Devizes. Anteriormente, William Cunnington havia aberto túmulos em forma de tigela nas proximidades e encontrado cremações com objetos funerários, incluindo uma adaga de bronze. Mais ao norte, encontram-se dois raros tumulus em forma de pires.

## Igreja paroquial
A pequena igreja paroquial, dedicada a Santo Agostinho de Cantuária, é construída em calcário lavrado e data do século XIII. A nave foi reconstruída em 1633 e a torre oeste foi adicionada no mesmo século. Após uma restauração em 1891 por C.E. Ponting, as únicas características claramente do século XIII são o arco do coro (descrito como “bom” por Pevsner) e — no coro — cursos de cordões com rolos moldados, uma pia batismal de trevo e uma aumbry. A pia batismal é do século XII, sobre uma base do século XIX. Os monumentos incluem uma efígie tardia do século XIV de um cavaleiro — provavelmente John, 5º Barão Lovel (1341–1408) — e um brasão do século XV de um padre.

## Pessoas notáveis
- Antony Barrington Brown (1927–2012), fotógrafo e membro de expedições, e sua esposa, a escultora Althea Wynne (1936–2012), viveram em Upton Lovell na fase posterior de suas vidas.[8]
- James Dowdle (1840–1900), Comissário no Exército da Salvação.

## Em ficção
A vila Upton Lovell é mencionada no livro A Shepherd's Life de W. H. Hudson, sob o nome de Doveton.